# Héctor Hernández Ortega
Héctor Hernández Ortega, noto anche come Litri o semplicemente come Héctor (Valladolid, 23 maggio 1991), è un calciatore spagnolo, difensore del Pontevedra.

## Palmarès

### Club

#### Competizioni nazionali
- Segunda Federación: 1

Pontevedra: 2024-2025 (gruppo 1)